# Erzbistum Kaifeng

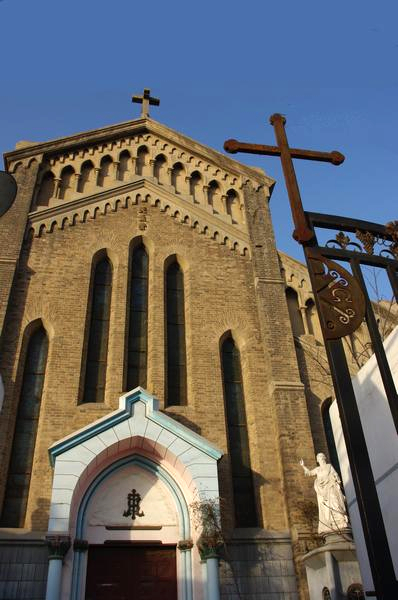
Herz-Jesu-Kathedrale

Das Erzbistum Kaifeng (lateinisch Archidioecesis Chaefomensis) ist ein römisch-katholisches Erzbistum mit Sitz in Kaifeng in der Volksrepublik China.

## Geschichte
Papst Benedikt XV. gründete mit dem Breve Summa afficimur laetitia das Apostolische Vikariat Osthenan am 21. September 1916 aus Gebietsabtretungen der Apostolischen Vikariate Südhenan und Nordhenan. Den Namen, Apostolisches Vikariat Kaifeng, nahm es am 3. Dezember 1924 an. Mit der Apostolischen Konstitution Quotidie Nos wurde es am 11. April 1946 zum Metropolitanerzbistum erhoben.
Am 31. August 1989 wurde der geheime Bischof John Baptist Liang Xi-sheng geweiht; dieser starb am 23. September 2007, ihm folgte Weihbischof Joseph Gao Hong-xiao OFM, der am 1. Januar 2005 zum Bischof geweiht wurde. Im Jahre 1986 starb der offizielle Bischof Stephen He Chun-ming und sieben Jahre später folgte ihm Stanislaus Han Dao-yi am 23. September 1993 nach, der am 27. Oktober 2000 starb. Seitdem ist das offizielle Bistum ohne einen Ortsordinarius.
Teile seines Territoriums verlor es zugunsten der Errichtung folgender Präfekturen:
- 15. Dezember 1927 an die Apostolische Präfektur Sinyangchow;
- 19. Juni 1928 an die Apostolische Präfektur Kweiteh.

## Ordinarien

### Apostolischer Vikar von Osthenan
- Noè Giuseppe Tacconi PIME (20. November 1916 – 3. Dezember 1924)

### Apostolischer Vikar von Kaifeng
- Noè Giuseppe Tacconi PIME (3. Dezember 1924 – 1941)

### Erzbischöfe von Kaifeng
- Gaetano Pollio PIME (12. Dezember 1946 – 8. September 1960, dann Erzbischof von Otranto)
- Stephen He Chun-ming (1962–1986) (Bischof der Chinesischen Katholisch-Patriotischen Vereinigung)
- John Baptist Liang Xi-sheng (1989 – 23. September 2007) (Untergrundbischof)
- Stanislaus Han Dao-yi (1993 – 27. Oktober 2000) (Bischof der Chinesischen Katholisch-Patriotischen Vereinigung)
- Joseph Gao Hong-xiao OFM (23. September 2007 – 19. Dezember 2022 als Untergrundbischof)
  - Sedisvakanz seit 19. Dezember 2022